# Andreas Schröder
Andreas Schröder, född den 8 juli 1960 i Jena, Tyskland, är en östtysk brottare som tog OS-brons i supertungviktsbrottning i fristilsklassen 1988 i Seoul.